# Henning Boëtius
Henning Boëtius (Pseudonym Uwe Bastiansen; * 11. Mai 1939 in Langen, Hessen; † 14. März 2022) war ein deutscher Schriftsteller.

## Leben
Henning Boëtius wuchs als Sohn von Eduard Boëtius auf Föhr und in Rendsburg auf. Er studierte Germanistik und Philosophie an der Johann Wolfgang Goethe-Universität Frankfurt am Main bei Theodor W. Adorno und promovierte 1967 mit einer Arbeit über Hans Henny Jahnn zum Doktor der Philosophie.
Anschließend war er bis 1973 am Freien Deutschen Hochstift in Frankfurt am Main Mitarbeiter an der historisch-kritischen Ausgabe der Werke Clemens Brentanos. In den 1970er Jahren geriet Boëtius nach Aufgabe seiner Arbeit als Germanist in eine tiefe Lebenskrise, die ihn zeitweise ins gesellschaftliche Abseits führte. Er versuchte sich in verschiedenen Berufen, u. a. als Musiker, Maler und Goldschmied, war Hausmann, lebte dann aber auch zeitweise ohne festen Wohnsitz. In den 1980ern begann er unter dem Einfluss des Verlegers Vito von Eichborn belletristische Texte zu verfassen, die in Eichborns Verlag erschienen und Boëtius eine Existenz als freier Schriftsteller ermöglichten.
Boëtius war der Verfasser eines umfangreichen Werks, das in erster Linie Romane, aber auch Essays, Lyrik, Kinderbücher, Dramen und Hörspiele umfasst. Er entnahm die Thematik zahlreicher seiner Werke der deutschen Literaturgeschichte des achtzehnten und neunzehnten Jahrhunderts. Daneben entstand eine Reihe von Kriminalromanen um die Figur des niederländischen Kommissars Piet Hieronymus. Endgültige Anerkennung als literarischer Autor fand Boëtius mit dem Roman Phönix aus Asche, der vom Brand des Zeppelins LZ 129 in Lakehurst handelt, dessen Zeuge Boëtius’ Vater Eduard als einer der überlebenden Offiziere im Jahre 1937 geworden war.
Neben seinen belletristischen Werken verfasste Boëtius mehrere Sachbücher zu ökologischen Themen und übersetzte Werke aus dem Norwegischen. Außerdem war er Autor der Romantrilogie Troll Minigoll von Trollba, die seit 2005 in aktualisierter Neuauflage wieder erschien.
Der Autor lebte zuletzt in Berlin. Er war Vater von drei Kindern, darunter die Meeresbiologin Antje Boetius. Verheiratet war er seit 1995 mit der Schriftstellerin Christa Hein.
Boëtius starb im März 2022 im Alter von 82 Jahren.

## Werke
- 1967: Utopie und Verwesung – Zur Struktur v. Hans Henny Jahnns Roman „Fluß ohne Ufer“, Bern: Lang (Dissertation 1966).
- 1981: Troll Minigoll von Trollba, Darmstadt: Stylus. ISBN 3-923305-32-X.
- 1985: Der andere Brentano. Ausgewählt, transkribiert, eingeleitet und kommentiert. 130 Jahre Literaturskandal, Frankfurt am Main: Eichborn ISBN 3-8218-0125-5.
- 1985: Der verlorene Lenz, Frankfurt am Main: Eichborn. ISBN 3-8218-0126-3.
- 1986: Selbstgedichte, Frankfurt am Main: Eichborn. ISBN 3-8218-0127-1.
- 1986: Steinchen von der Küste, Stuttgart: Spectrum. ISBN 3-7976-1424-1.
- 1986: als Uwe Bastiansen, zusammen mit Gerhard Schneider: Wie gefährlich ist radioaktive Strahlung? (Sachbuch), Frankfurt am Main: Eichborn. ISBN 3-8218-1109-9.
- 1987: als Uwe Bastiansen: Der Energieträger der Zukunft: Wasserstoff (Sachbuch), Frankfurt am Main: Eichborn. ISBN 3-8218-1111-0.
- 1987: Schönheit der Verwilderung – das kurze Leben des Johann Christian Günther (Roman), Frankfurt am Main: Eichborn. ISBN 3-8218-0130-1.
- 1988: Die Mondsteinsonate, Stuttgart: Spectrum. ISBN 3-7976-1441-1.
- 1989: Der Gnom – Lichtenberg-Roman, Frankfurt am Main: Eichborn. ISBN 3-8218-0129-8.
- 1991: Lauras Bildnis (Roman), Frankfurt am Main: Eichborn. ISBN 3-8218-0128-X.
- 1992: Joiken (Roman), Frankfurt am Main: Eichborn. ISBN 3-8218-0131-X.
- 1992: Schwanenlied, Bad Homburg (??)
- 1994: Blendwerk (Roman), Frankfurt am Main: Eichborn. ISBN 3-8218-0241-3.
- 1994: Was ist Schönheit oder Warum ist ein gutes Gedicht ein gutes Gedicht, Bad Homburg v. d. H. [als unverkäufliches Manuskript vervielfältigt].
- 1995: Ich ist ein anderer – das Leben des Arthur Rimbaud (Roman), Frankfurt am Main: Eichborn. ISBN 3-8218-0242-1.
- 1996: Der Walmann (Roman), Frankfurt am Main: Eichborn. ISBN 3-8218-0243-X.
- 1997: Undines Tod (Roman), München: Goldmann. ISBN 3-442-75002-4.
- 1998: Das Rubinhalsband (Roman), München: Goldmann. ISBN 3-442-75018-0.
- 1999: Tod in Weimar (Novelle; mit 16 Lithographien von Johannes Grützke), Gifkendorf: Merlin. ISBN 3-926112-83-2.
- 2000: Phönix aus Asche (Roman), München: Goldmann. ISBN 3-442-75046-6.
- 2001: Der Lesereiser – zu Gast bei deutschen Buchhandlungen, Gifkendorf: Merlin. ISBN 3-87536-219-5.
- 2002: Rom kann sehr heiß sein (Roman), München. Goldmann. ISBN 3-442-75077-6.
- 2002: Tod am Wannsee (Novelle), Gifkendorf: Merlin. ISBN 3-87536-231-4.
- 2004: Die blaue Galeere (Roman), München: Goldmann. ISBN 3-442-75100-4.
- 2005: Die Wasserstoffwende – eine neue Form der Energieversorgung (Sachbuch), München: dtv. ISBN 3-423-24449-6.
- 2006: Der Strandläufer (Roman), München: btb. ISBN 3-442-75151-9.
- 2006: Geschichte der Elektrizität (Sachbuch), Beltz & Gelberg, ISBN 978-3-407-75326-7.
- 2008: Berliner Lust (Kriminalroman),  München: btb. ISBN 978-3-442-75191-4.
- 2010: Die ganze Welt in einem Satz: Sprach- und Schreibwerkstatt für junge Dichter (zusammen mit Christa Hein), Beltz & Gelberg ISBN 978-3-407-75349-6.
- 2011: Das dunkle Paradies – Die Entdeckung der Tiefsee (zusammen mit Antje Boetius), Bertelsmann Verlag ISBN 978-3-570-10052-3.
- 2017: Der Insulaner (Roman), München: btb. ISBN 978-3-442-75678-0.
- 2020: Der weiße Abgrund. Ein Heinrich-Heine-Roman (Roman), München: btb. ISBN 978-3-442-75076-4.
- 2022   "Das chinesische Zimmer. Der letzte Piet Hieronymus-Roman". (Roman), München: btb.

## Hörbuch
- Phönix aus Asche (2000), ungekürzte Lesung von Philipp Schepmann, Hörbuch auf 4 MCs bzw. 6 CDs.

## Herausgeberschaft
- Justus Möser: Harlekin, Bad Homburg v. d. H. [u. a.] 1968
- Daniel Georg Morhof: Unterricht von der teutschen Sprache und Poesie, Bad Homburg v. d. H. [u. a.] 1969
- Dichtungstheorien der Aufklärung, Tübingen 1971
- Friedrich Gottlieb Klopstock: Der Tod Adams, Stuttgart 1973
- Clemens Brentano: Der andere Brentano, Frankfurt am Main 1985

## Übersetzungen
- Jens Bjørneboe: Haie, Gifkendorf 1984
- Hans Henrik Jæger: Die Bibel der Anarchie, Gifkendorf 1997